# 徐聯
徐聯（1459年—1515年），字成章，號畏斋，江西南豐縣人，長淮衛官籍，明朝政治人物。

## 生平
弘治八年（1495年）乙卯科應天府鄉試第一百二十九名舉人。弘治九年（1496年）中式丙辰科會試第三十六名，三甲第三名進士。拜南京大理寺左评事，历九载，转左寺副，寻迁右寺正。十八年升河南按察佥事、整饬信阳兵备，以母丧去位。
正德四年（1509年）服阕，复授前职，升陕西布政司右参议，再升按察副使、肃州兵备，六年得喑疾，遂乞致仕。居五年，卒于家，時正德乙亥九月九日，年五十有七。

## 著作
著有《畏斋稿》。

## 家族
曾祖徐梅；祖父徐景仁；父徐景春，百戶。嫡母李氏；生母高氏。慈侍下。兄福、壽、海（训导）、继（百户）。